# Ваджрайогіні

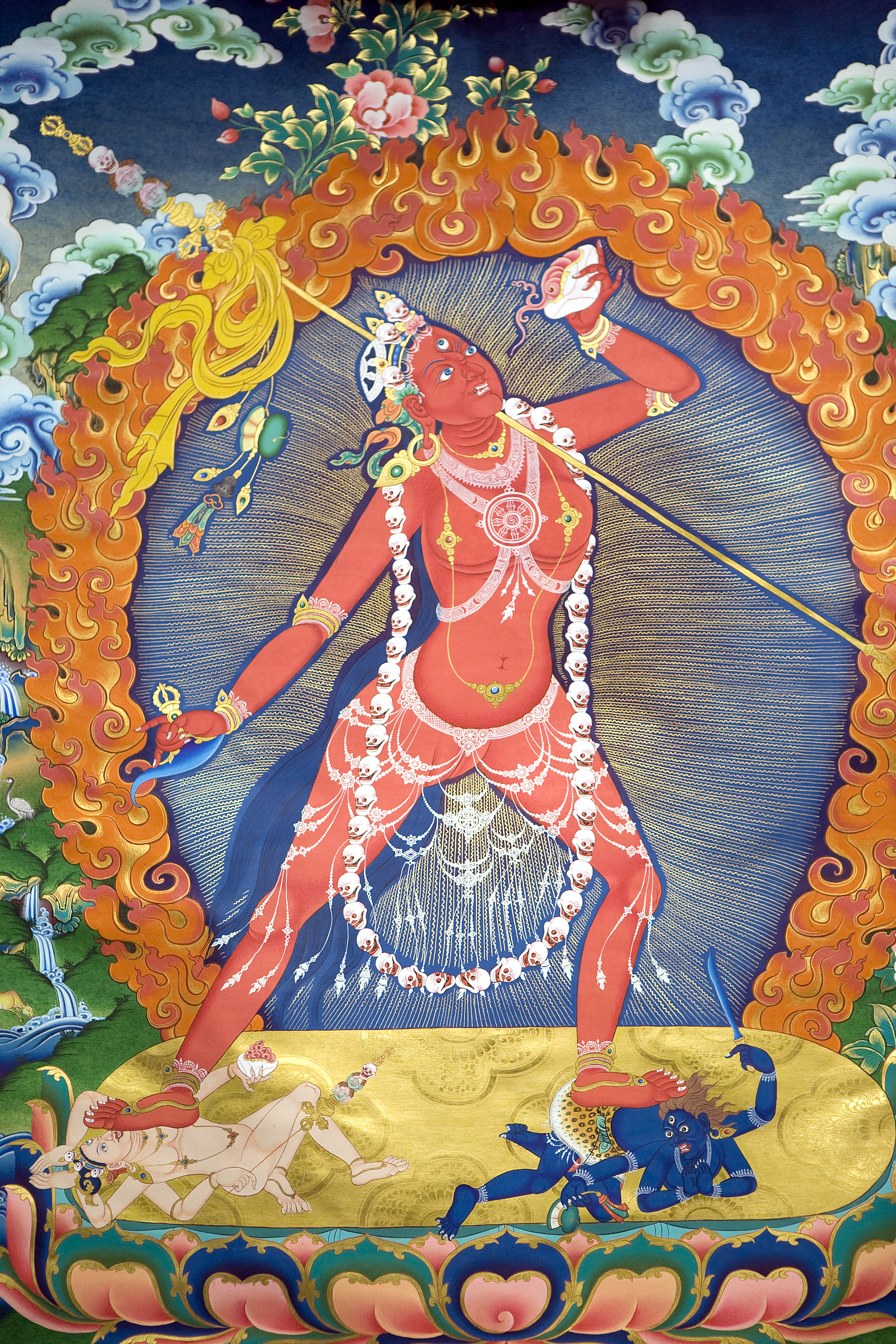
Ваджрайогіні, тханка

Ваджрайогіні (Vajra-yoginī IAST), Дордже Налджорма (тиб. རྡོ་རྗེ་རྣལ་འབྱོར་མ་,རྡོ་རྗེ་རྣལ་འབྱོར་མ་, Вайлі rdo rje rnal ’byor ma) — є тантричним буддійським жіночим Буддою та дакіні, ідамом, у формі жінки з юним обличчям в буддизмі Ваджраяни.
Символізує перетворення невідання і пристрастей в мудрість осягнення порожнечі. Є головним ідамом в школі
Каг'ю тибетського буддизму.

## Іконографіка
Зображується в червоному кольорі з третім оком посередині чола, капалою (посудина з черепа людини) і півмісяцевим сікатором (особливим ножем) для відсікання невідання і уподобань.

## Форми
Дві інших форми Ваджрайогіні:
- Ваджраварахі[4], Дордже Пакмо (Вайлі: rdo rje phag mo) — «Діва Діамантової Свині». Свиня в буддизмі є символом невідання. Перетворення неосвіченості в мудрість образно відбивається у вигляді свинячої голови, що виглядає з-за лівого вуха Ваджраварахі.
- Джнянадакиня (Вайлі: ye shes mkha’ ‘dro ma) — «Діва Найвищої Мудрості», зображувана «з розпущеним волоссям, в позі натхненного танцю».

## Мантра
Коротка мантра Ваджрайогіні:
ОМ ВАДЖРАЙОГІНІ ХУМ ХУМ ПХАТ ПХАТ

## Практики

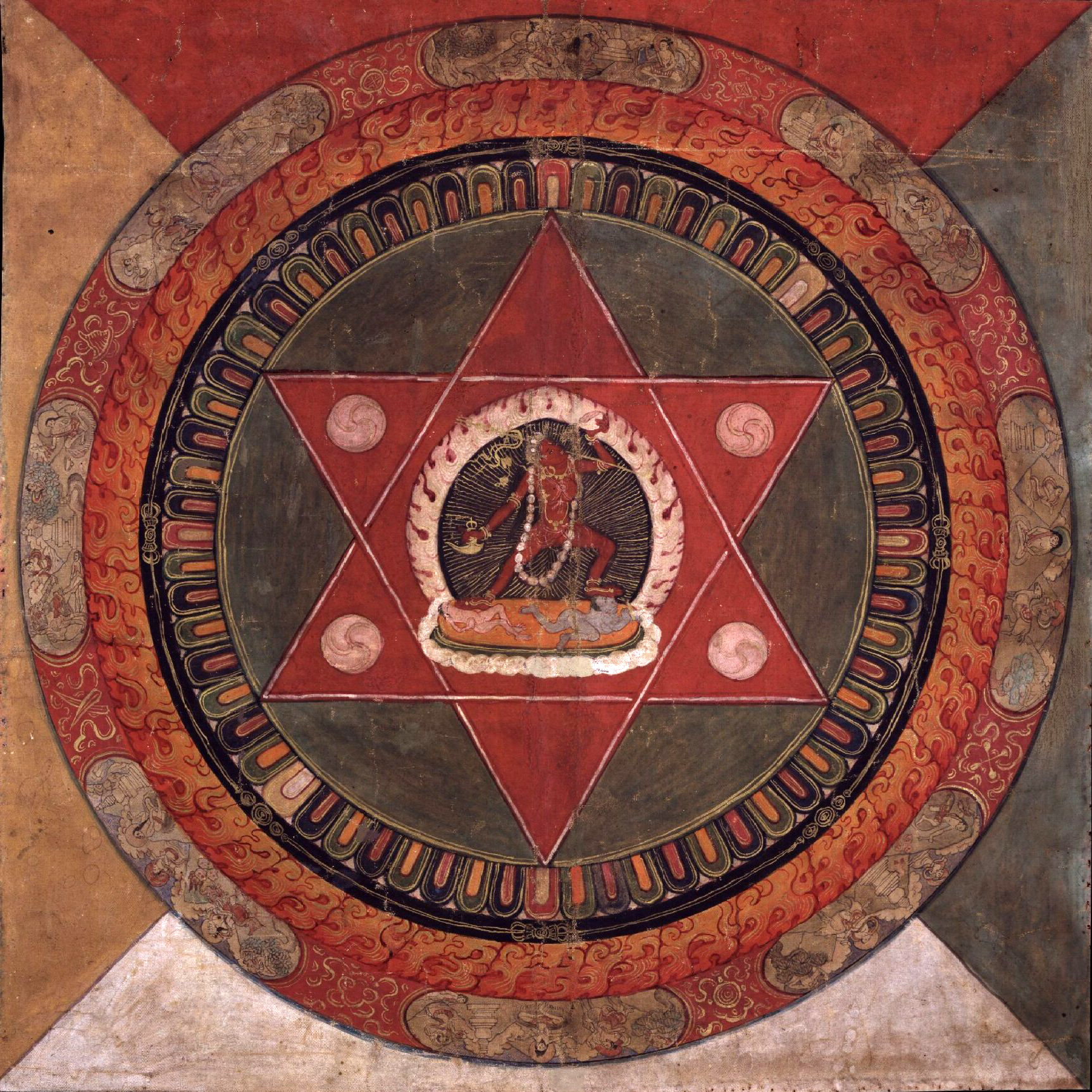
Ваджрайогіні стоїть у центрі червоної гексаграми. Намальована тибетська мандала XIX століття (традиції Наропи), Rubin Museum of Art

У буддизмі Ваджраяни Ваджрайогіні виступає як божество медитації або супруг яб-юм такого божества. Вона з'являється в мандалі(maṇḍala IAST), яку практикуючий візуалізує відповідно до садхани, що описує практику певної тантри. Є кілька збірок, що містять садхани, пов'язані з Ваджрайогіні, включаючи одну колекцію, Guhyasamayasādhanamālā, що містить лише садхани Ваджрайогіні та  сорок шість творів різних авторів.
Їдам, з яким ототожнює себе медитатор, практикуючи Шість йог Наропи, є Ваджрайогіні, і вона є важливим божеством для тантричної ініціації, особливо для нових посвячених, оскільки кажуть, що практика Ваджрайогіні добре підходить для тих, хто має сильну прихильність до бажань, і для тих, хто живе у нинішньому «дегенеративному віці». Як Ваджраварахі, її консортом є Чакрасамвара (тиб. Khorlo Demchog), який часто символічно зображується як кхатванга на її лівому плечі. У цій формі вона також є дружиною Джінасагари (тиб. Gyalwa Gyatso), червоного Авалокітешвари (тиб. Chenrezig).
Ваджрайогіні є ключовою фігурою в розширеній тибетській буддистській практиці Чод, де вона з'являється у своїй формі Kālikā (стандартна тибетська: Khros ma nag mo) або Ваджраварахі (тибетська: rDo rje phag mo).
Ваджрайогіні також з'являється у версіях гуру-йоги в школі каг'ю тибетського буддизму. В одній популярній системі практикуючий поклоняється своєму гуру в образі Міларепи, водночас уявляючи себе Ваджрайогіні.
Мета візуалізації Ваджрайогіні полягає в тому, щоб отримати усвідомлення тантри стадії зародження, в якій практикуючий подумки візуалізує себе як свого їдама або медитаційного божества, а своє оточення як мандалу Божества. Метою стадії зародження є подолання звичайних видимостей і звичайних уявлень, які в буддизмі Ваджраяни вважаються перешкодами для звільнення (санскр. nirvāṇa IAST) і просвітлення.

## Храми Ваджрайогіні
У долині Катманду в Непалі є кілька важливих неварських храмів, присвячених різним формам Ваджрайогіні. Ці храми є важливими місцями впливу непальського буддизму ваджраяни, а також важливими місцями паломництва для тибетських буддистів. Ці храми включають храм Санкху Ваджрайогіні, храм Відх'єшварі Ваджрайогіні, храм Парпінг Ваджрайогіні та храм Гух'єшварі.